# 马克斯·布里克
马克斯·布里克（英語：Max Brick，1992年7月5日—），英国男子跳水运动员。他曾代表英格兰参加2010年英联邦运动会跳水比赛，搭档汤姆·戴利获得男子双人10米跳台金牌。